# Zsolt Gyulay
Zsolt Gyulay (Vác, Pest, 12 de setembro de 1964) é um velocista húngaro na modalidade de canoagem.
Foi vencedor das medalhas de Ouro em K-1 500 m e K-4 1000 m em Seul 1988 com os seus colegas de equipa Ferenc Csipes, Sándor Hódosi e Attila Ábrahám e das medalhas de Prata em K-1 500 m e K-4 1000 m em Barcelona 1992.